# ユリーカ (アニメポケットモンスター)
ユリーカは、任天堂のゲームソフト『ポケットモンスター』を原作とするアニメ「ポケットモンスターシリーズ」に登場する架空の人物。声優は伊瀬茉莉也。

## プロフィール
- 職業：ポケモントレーナー志望
- 登場時期[2]：XY・MV・PM2
- 主な経歴

## 各国の日本国外名
- 英語：Bonnie
- マレー語：Bonny
- インドネシア語：Yurika
- ドイツ語：Heureka
- 韓国語：ユリカ(ハングル：유리카)
- 中国語

広東語(香港)：柚麗嘉(拼音：jau4 lai6 gaa1)

## 人物
『ポケットモンスター XY』のもう一人のヒロイン。
一人称は「あたし」または「ユリーカ」。10歳未満のためにポケモンを持てないことからポケモンと旅をすることに憧れており、兄のシトロンと旅をしている。髪色は彼と同様母親似。知的な兄とは対照的な元気な女の子であり、サトシ同様ポケモンが大好きで、積極的に触れているが、過剰に接する癖があり、初対面のピカチュウに電撃を喰らったり、デデンネのほっぺすりすりを喰らうなどしている。しかし、ポケモンの体を拭くなどと面倒見は良く、ピカチュウとはすぐ仲良くなり、特にデデンネと兄の所持ポケモンでもあるハリマロンも彼女によく懐いている。なお、外見が可愛いポケモンだけでなく、プラターヌ研究所にいた優しいガブリアスや、人懐っこいサイホーンなどとも触れ合っていた。XY第35話では、サトシのヤヤコマを誰よりも応援し、進化するきっかけを作った。
年の割にませていて、シトロンのお嫁さんを探しているとのことで、頼りになりそうな女性を見かけたら、「○○さんキープ!お兄ちゃんをシルブプレ!」とその女性に言う。その際にシトロンがエイパムアームでユリーカを引きずったり、持ち上げながら連れて行くのがお約束である。しかし本人にとってそれはシトロンのためにと思っているところがあり、「○○さん考えといてね」とエイパムアームで連れて行かれるのが定番になっている。シトロンいわく「小さな親切、大きなお世話」。シトロンがミアレジムに戻った後も、XY64話ではエレーナ（に変装したエル）に対して相変わらず言っていた。ただし、この日は彼がおらず、いつもと対照的に「兄さんはとっても頼りになる」と紹介していた。なおシトロンがいない時に年上の女性に声をかけた際はセレナがツッコミを入れている。ただし、各地に似ている顔が存在するジョーイやジュンサー、ロケット団のムサシやフレア団など敵対している悪党の女性やセレナ・ミルフィ・コルニ・サナ･マノンなど、シトロンと同い年ぐらいの少女にはナンパしない。XY21話ではその目的のために、ポケビジョン撮影を提案し、緊張するシトロンに変わり、彼の声のアフレコも担当した。その話は、シトロンのビデオで締めるオチになっている。一方で、少々ブラコン気質なところがあり、シトロンが結婚のために家を出るという夢を見た際には動揺しており、直後にシトロンがリリア（声 - 原紗友里）と仲良くなった際にはリリアを妬み、シトロンから遠ざけようとしていた。その後ロケット団との騒ぎで崖から落ちそうになったところをシトロンに助けてもらい、一層兄との仲が良くなった。しかしドジなところは相変わらずのため、結局締めには別の女性にナンパしていた。
前述のようにポケモン好きで、恋愛事に敏感でミルフィ、サナ、ネネ達セレナの女子友人と同様セレナがサトシに想いを寄せていることに気づいている他、XY&Z第2話ではセレナのイーブイに惚れたハリボーグが攻撃してきた際「つるのムチ」がハート型になっていることや、キノガッサがモジモジしているのをフラエッテに惚れているということに最初に気づいた。そのため、XY80話やXY&Z19話ではサトシとセレナを影でからかう他ドラゴンタイプのオンバットがフェアリータイプのフラエッテと仲がいいことを不思議がるシトロンに、デデンネとプニちゃん共々「お兄ちゃん頭かたーい」と呆れていた。
兄のメカのネーミングを「そのまんま」と評しているが、XY&Z第1話で偶然ポシェットの中にいたジガルデ・コアをプニちゃんと名付けたり、サトシとゲッコウガが「キズナ現象」によりパワーアップした姿をサトシゲッコウガと命名したりしているがシトロンから彼女自身のネーミングセンスもそのまんまと言われていた。XY&Z第40話、フレア団との闘いではプニちゃんのダメージを自身も共有し、「キズナ現象」を自身も発現しかけている。
好奇心旺盛で、他の3人と比べると心霊現象にもあまり苦手意識を持っていなかったり、サトシがショウヨウジムの壁のぼりに挑戦した際、平気でサトシについていこうとした（しかし、シトロンに止められた）。また、サイホーンやヨノワールなど強面のポケモンやアフロを被ったポケモンを「かわいい」と言うこともあった。XY73話では、マーシュのご指名で、リーシャン模様の振袖を着てファッションショーのモデルの代役に頼まれた際も、緊張するセレナと対照的にショーを楽しんでいた。XY81話でロトムがエレベータをタイムマシンに変え無重力状態になったり、XY83話ではマンムーに乗った時に揺れる度には喜ぶなどスリルが好きなようである。しかしロケット団やポケモンに襲われた際はシトロンやセレナに庇ってもらったり、自分から彼らの傍に寄り添いに行っている。だが兄とは対照的に運動神経はかなり良く、一人で崖を登ったりサトシやセレナが「きつい」と言う上り坂や荒野でも息切れせず進んだりして、疲れを見せることはほとんど無い。ロケット団からも「すばしっこい」と評されていた。
気に入ったポケモンがいるとシトロンに「キープ」を頼み込むことがある。キープとしてゲットしたポケモンは表面上ではシトロンの手持ちだが、ユリーカがトレーナーになると同時に彼女の手持ちに加わる予定である。現在、デデンネをキープしており、バトルの際は彼女が指示する。また、シトロンが正式にゲットしていないのでキープとは言えないものの、自分のポシェットに紛れ込んでいたジガルデ・コアをセレナの裁縫で改良されたポシェットに保管していた。フレア団の事件解決後はカロス地方を覆っている負のエネルギーを除去するため、プニちゃんと完全に別れることになるが、ユリーカがトレーナーになったら彼女のポケモンとして旅をすることを約束している。
セレナとは女子同士ということもあり、ハクダンジムですぐに打ち解け、現在は彼女を姉のように慕っている。同じ女子として彼女のロングヘアに憧れを持っていたらしく当初は髪を切ったことに不満を漏らしていた。しかし洋服やスイーツ、占いなどで気の合う共通の趣味も多数ある。またセレナがサトシに好意を持っていることにも彼女が幼少期を話した時から気づいており、80話では鈍感なサトシを、XY＆Z22話でサトシの服を着てバトルするセレナに茶化していた。XY&Z最終回でセレナが別れ際にサトシにキスをした際は驚いた後彼女にガッツポーズを送っていた。
サトシに対しては、食いしん坊な一面や恋愛に疎い面、バトルを優先するあまり「子供なんだから」と呆れたりもするが、ポケモンを大事に思っている一面やバトルへの熱さに一目置いている。また、ポケモンのお世話が好きな一面からサトシからも信頼されている。
実家の電気店にはポケモン関係のファンシーグッズが多数置いてあり、就寝着姿もガチゴラスのパジャマである。その他にも、ニョロモ型手鏡、オタチ型ブラシ、ダイノーズ型水筒、シェルダー型テント、ブルーのエプロンと三角巾、ヤドランやコアルヒーの水着、デリバードやペロリームの防寒着などを所持している。
XY87話では前述のパジャマを森で出会った甘えん坊のチゴラス（声 - 三木眞一郎）に気に入られ、懐かれたこともあり、ガチゴラスに進化後も彼をキープして共に旅しようとしたこともあったが、後に化石研究所のポケモンだったことが判明し、ゲットできなかったために別れた。
上記のように幼いながらもしっかりしている面もあるが、XY&Z10話ではプニちゃんが自分たちから一旦離れたことやホルビーが自分を庇い大怪我をした際は責任を感じて焦燥感に襲われてしまったこともあり単独行動に出たこともあったがその時助けてもらった際に、改めて兄や仲間の大事さを知ることとなった。
雷とニンジンは苦手。シトロンいわく寝坊とのことで90話終盤で一同が寝坊した時も唯一寝巻き姿だった。
ロケット団のニャースからは「リトル・ジャリガール」、ムサシからは「コジャリガール」と呼ばれている。ロケット団に木の実を盗まれたゴロンダ達に襲われ、サトシ達とはぐれてロケット団のニャースと一緒に行動することになった際、初めはお互いに反目し合い、「仲間（サトシ達）のところへ案内する」というニャースに対し、「私とデデンネをロケット団に引き入れようとしているのでは？」と率直な疑問をぶつけていた。しかし、自分とデデンネ、ニャースの「1人と2匹」で木の実を分け合ったことで少なからずも打ち解け、無事にサトシ達との合流を果たすも、ロケット団が木の実を盗んだことを知ると同時に彼を見捨て、その後、より彼らを敵視するようになった。
サトシ達と別れた後にミアレシティで行われた釣り大会で偶然知り合ったデントの事は名前でなく、「ソムリエさん」というあだ名で呼んでいた。
モデルはゲーム『X・Y』に登場するジムリーダーの妹。AGでのマサト以来となる10歳未満の仲間である他、女性に対する接し方はタケシに酷似している。

### 別の世界のユリーカ
映し身の洞窟から繋がっている鏡の中の世界の住人としてのユリーカ。
控えめで上品に振舞い、口調もお嬢様口調になっており、シトロンの事を「お兄様」、サトシの事を「サトシさん」と呼ぶ。本物のユリーカ同様、ポシェットにデデンネが入っている。

## 来歴
ミアレシティにてミアレジムに挑戦しようとしてトラップで放り出されたサトシのピカチュウを助けてサトシと知り合う。その後、ガブリアスの暴走を止めるサトシを見てポケモンのために何でもするサトシを気に入り、兄・シトロンと共にサトシの旅に同行する。その直後、野生のデデンネに惚れ、シトロンにゲットしてもらい、キープポケモンとして世話することになった。
エイセツシティに向かう途中、自分のポシェットにプニちゃん（ジガルデ・コア）が迷い込んだことで、フレア団から守るため、彼も一緒に世話することになる。フレア団計画がスタートし、操られたプニちゃんを救うため、必死の呼び掛けにより正気に戻した。フラダリの計画終了後、ジガルデがカロスの秩序を守るために別れ、その後サトシのゲッコウガと別れる際に、トレーナーになったら、また一緒に旅をする約束をする。
カロス地方の旅が終わる際、「ポケモントレーナーになってサトシに勝って、カロスで一番になる」、「セレナに負けないポケモンパフォーマーになる」、「お兄ちゃん（シトロン）とのジム戦に勝利し、ジムバッジを手にしたい」という夢を打ち明け、サトシやセレナ達との別れを嫌がるデデンネを諭す。サトシ達を見送った後はシトロン共々ミアレシティに戻っている。
その後、ミアレシティで行われた釣り大会にシトロンと共に参加した。この時に同じく釣り大会に参加していたデントに出会った。道中、騒動に巻き込まれるも、シトロンらの活躍により助け出され、また地下鉄内に迷い込んだシビルドンを助け、事件の解決に導いた。デントをプリズムタワーに案内した後、別れた。
PM2の第4オープニングにて再登場が決定し、本編での再登場は第103話から。シトロンの発明のネーミングに呆れたり、年上の女性にシルブプレするのは相変わらず。